# Christine de Mecklembourg-Güstrow
Christine de Mecklembourg-Güstrow, née le 14 août 1663 et décédée le 3 août 1749, est la fille du duc Gustave-Adolphe de Mecklembourg-Güstrow et de Madeleine-Sibylle de Holstein-Gottorp.

## Biographie
Elle épouse, le 14 mai 1683, Louis-Christian de Stolberg-Gedern. Ils ont 23 enfants, dont :
- Frédérique Charlotte de Stolberg-Gedern (Gedern, 3 avril 1686 - Laubach, 10 janvier 1739), mariée le 8 décembre 1709 à Frederick Ernest, comte de Solms-Laubach ;
- Émilie Augusta de Stolberg-Gedern (Gedern, 11 mai 1687 - Rossla, 30 juin 1730), mariée le 1er octobre 1709 à Jost Christian, comte de Stolberg-Rossla ;
- Christian Ernest de Stolberg-Wernigerode (Gedern, 2 avril 1691 - Wernigerode, 25 octobre 1771) ;
- Christine Éléonore de Stolberg-Gedern (Gedern, 12 septembre 1692 - Büdingen, 30 janvier 1745), mariée le 8 août 1708 à Ernest Casimir I, comte d'Isenburg-Büdingen ;
- Frédéric-Charles de Stolberg-Gedern (Gedern, 11 octobre 1693 - Gedern, 28 septembre 1767) ;
- Ernestine Wilhelmine de Stolberg-Gedern (Gedern, 29 janvier 1695 - Wächtersbach, 7 mai 1759), mariée le 7 décembre 1725 à Ferdinand Maximilien, comte d'Isenburg-Büdingen ;
- Henri Auguste de Stolberg-Schwarza (Gedern, 17 juin 1697 - Schwarza, 14 septembre 1748) ;
- Sophie Christiane de Stolberg-Gedern (Gedern, 17 août 1698 - Gedern, 14 juin 1771) ;
- Ferdinande-Henriette de Stolberg-Gedern (Gedern, 2 octobre 1699 - Schönberg, Odenwald, 31 janvier 1750), mariée le 15 décembre 1719 à George Auguste, comte d'Erbach-Schönberg ;
- Augusta Marie de Stolberg-Gedern (Gedern, 28 novembre 1702 - Herford, 3 juillet 1768) ;
- Philippine Louise de Stolberg-Gedern (Gedern, 20 octobre 1705 - Philippseich, 1er novembre 1744), mariée le 2 avril 1725 à Guillaume Maurice II, comte d'Isenburg-Philippseich.